# Henri Abraham César Malan
Henry Abraham César Malan (7. června 1787, Ženeva – 8. května 1864, Vandœuvres) byl reformovaným teologem, pastorem a učitelem na latinské škole v Ženevě a rozporuplnou osobností probuzeneckého hnutí 19. století.

## Životopis

### Rodina a teologická studia
Pocházel z francouzské rodiny, která se do Ženevy přistěhovala počátkem 18. století. Již ve škole byl považován za manuálně i intelektuálně mimořádně nadaného žáka. Po ročním obchodním studiu v Marseille začal v roce 1804 studovat teologii ve svém rodném městě, kde mu také bylo roku 1810 uděleno kněžské svěcení ve Státní reformované církvi a začal zde vyučovat na latinské škole. Následujícího roku se oženil s Jenny Schönenbergovou, která mu porodila dvanáct dětí, hlavně s ním ale sdílela jeho další zápasy víry.

### Duchovenské působení
Po nástupu do úřadu na něj působili jak Ochranovští bratři, tak i hnutí „Společenství“ svobodných křesťanských církví, které zdůrazňovaly osobní obrácení ke Kristu, pietistické hodnoty, ale hlavně působily v industrializující se společnosti mezi vrstvami obyvatel, které tradiční církve nedokázaly oslovit. Ovlivňovaly jej osobnosti hnutí jako Paul-Ami Bost, Louis Empaytaz či Emile Guers. Skotský kazatel Robert Haldane bývá označován za Malanova „duchovního otce“.

### Probuzení
Mezi lety 1814 až 1817 dochází u Malana k obratu, který jedni hodnotí jako odvrat od původní tolerance k přísnému dogmatismu a intoleranci (W. Troxler), jiní zase jako odvrat od sterilního racionalismu Státní církve k osobní, autenticky prožívané zbožnosti (W. van der Zvaag). Roku 1816 pronesl sérii kázání na téma „Ospravedlnění pouhou vírou“, která vyvolala odpor jeho kolegů. V roce 1823 došlo k jeho sesazení jak z kazatelského, tak z učitelského úřadu. Tou dobou Malan zakládá vlastní hnutí. Již dříve posbíral stoupence Bostova hnutí, roku 1820 postavil na vlastním pozemku „Kapli Svědectví“, kde se scházel rostoucí zástup stoupenců jeho probuzeneckých misií. Pro ně i pro školní děti skládal také písně. Přesto stále usiloval o zachování spojení se Státní církví, a to i po svém vyloučení. Očekávalo se, že se připojí ke svobodné církvi „Église du Bourg de four“, ale to odmítl, proto jej mnoho jeho stoupenců opustilo.
Od roku 1830 podniká misijní cesty po Evropě – Anglie, Skotsko, Belgie, Holandsko, Francie… – všude je přijímán jako charismatický kazatel. Z tohoto období pochází největší počet jeho traktátů i duchovních písní. Když zemřel, zbytek jeho stále se zmenšujícího sborečku splynul se skotskou Presbyteriánskou církví.

### Duchovní písně
Jeho písně jsou ve zpěvnících francouzských i nizozemských církví. Nacházejí se rovněž ve zpěvnících českých evangelických církví, především evangelikálních a probuzeneckých. Jsou i ve zpěvníku Českobratrské církve evangelické (ČCE) – písně s Malanovými texty jsou pod číslem 442 a 501; s nápěvy 170, 197, 441 a 623; k písni 231 složil text i melodii. Melodie jeho písní patří k těm, nad nimiž se odborníci pohoršují, nebo je zesměšňují, zejména pro jejich romantické figury. Argument, že splnily svůj účel, že v nich prostí lidé nalezli prostředek k vyjádření své víry, jako by jejich nižší kvalitu potvrzoval. Nebyly však složeny z důvodů uměleckých. Jejich podmanivost pro dobový vkus byla záměrná, vzhledem k lidem, na něž se Malanova misie zaměřovala. Společným jmenovatelem textů je hříšník prosící o odpuštění, ne však v ponurém tónu, spíš v jakési rozjásané radosti. Nespokojuje se pouze s tímto motivem – Malanův hříšník neprosí jen o odpuštění, ale touží být od svého hříchu očištěn. K tomu se dovolává Boží pomoci. Malanův modlitebník se svým hříchem zápasí, neboť hřích maří Boží plány. Jeho teologie klade důraz na „suverenitu Boží milosti“.